# Médico de la peste negra

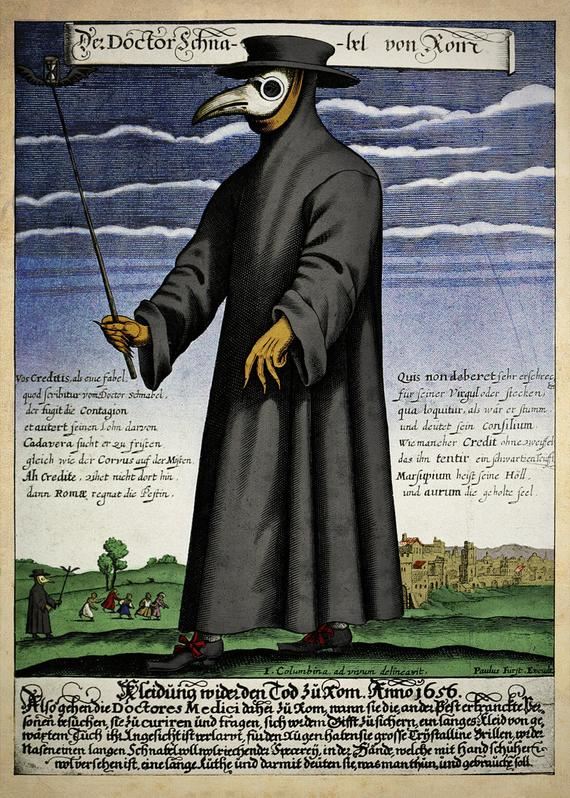
Doktor Schnabel von Rom (en alemán, "Doctor Pico de Roma") con un poema macarrónico satírico en latín/alemán (‘Vos Creditis, als eine Fabel, / quod scribitur vom Doctor Schnabel’). Grabado de Paul Fürst, 1656

Un médico de la peste negra era un médico especialista que trataba a aquellos que padecían de la peste.
Eran específicamente votados por pueblos que tenían muchas víctimas de la peste en tiempos de epidemia. Debido a que la ciudad era la que pagaba su salario, ellos cuidaban de todos los ciudadanos, tanto a ricos como a pobres, sin importar de qué ciudad eran.
Estos médicos no eran profesionales con instrucción tradicional como otros médicos o cirujanos experimentados, y en muchos casos eran doctores de segunda categoría que no habían podido establecerse exitosamente en la profesión o médicos jóvenes que estaban tratando de hacerse camino.
Los doctores de la peste trataban a los pacientes según su acuerdo y eran conocidos como médicos municipales o comunitarios "de la peste negra", mientras que los "médicos generales" eran doctores separados y podían estar en la misma ciudad o pueblo europeo al mismo tiempo. En Francia y los Países Bajos los médicos de la peste negra muchas veces no tenían ningún entrenamiento formal como médicos y eran conocidos como "empíricos". En un caso, uno de estos doctores había sido vendedor de frutas antes de dedicarse a la medicina.
Si bien existen escritos acerca de médicos que vestían un traje similar durante la peste negra que se desató en el siglo XIV, es recién en los siglos XVII y XVIII cuando aparecen registros de algunos médicos que utilizaban máscaras que parecían picos de aves llenas de artículos aromáticos. Las máscaras eran diseñadas para protegerlos del aire podrido, el cual (según la teoría miasmática de la enfermedad) era visto como la causa de la infección. 

La nariz era de medio pie de longitud, con la forma de un pico, rellena de perfume con sólo dos agujeros, uno en cada lado, próximos a los orificios nasales, pero que bastaban para respirar, cargando con el aire que uno inhalaba, la impresión de las drogas contenidas en el extremo del pico. Bajo el abrigo vestimos botas hechas de cuero marroquí (cuero de cabra), pantalones de piel fina que están amarrados desde el frente a dichas botas y una blusa de piel fina y manga corta, cuyo extremo inferior se introduce en los pantalones. El sombrero y los guantes también están hechos de la misma piel... con lentes sobre los ojos.

## Historia
La primera epidemia de la peste bubónica tuvo lugar a mediados de los años 500, conocida como la Plaga de Justiniano. La epidemia más grande fue la Peste Negra de Europa en el siglo XIV. En tiempos medievales el alto número de muertes debido a la peste bubónica en un pueblo creaba un desastre económico. Los médicos comunitarios de la peste negra eran muy apreciados y recibían privilegios especiales. Por ejemplo, se les permitía realizar autopsias, las cuales normalmente estaban prohibidas, para poder realizar investigaciones en busca de una cura para la plaga.
En algunos casos, los médicos de la peste eran tan valiosos que cuando Barcelona envió a dos a Tortosa en 1650, estos fueron capturados por criminales cuando se encontraban en camino y exigieron un rescate. La ciudad de Barcelona pagó por su liberación. La ciudad de Orvieto contrató a Matte fu Angelo en 1348 por cuatro veces la tasa normal de un doctor por 50 florines por año. El Papa Clemente VI contrató a varios médicos de la peste durante la Peste Negra. Ellos tenían que atender a la gente enferma de Aviñón. De los dieciocho médicos en Venecia, solo quedaba uno para 1348: cinco habían muerto de la peste, y doce habían desaparecido y puede que se hayan escapado.

## Atuendo

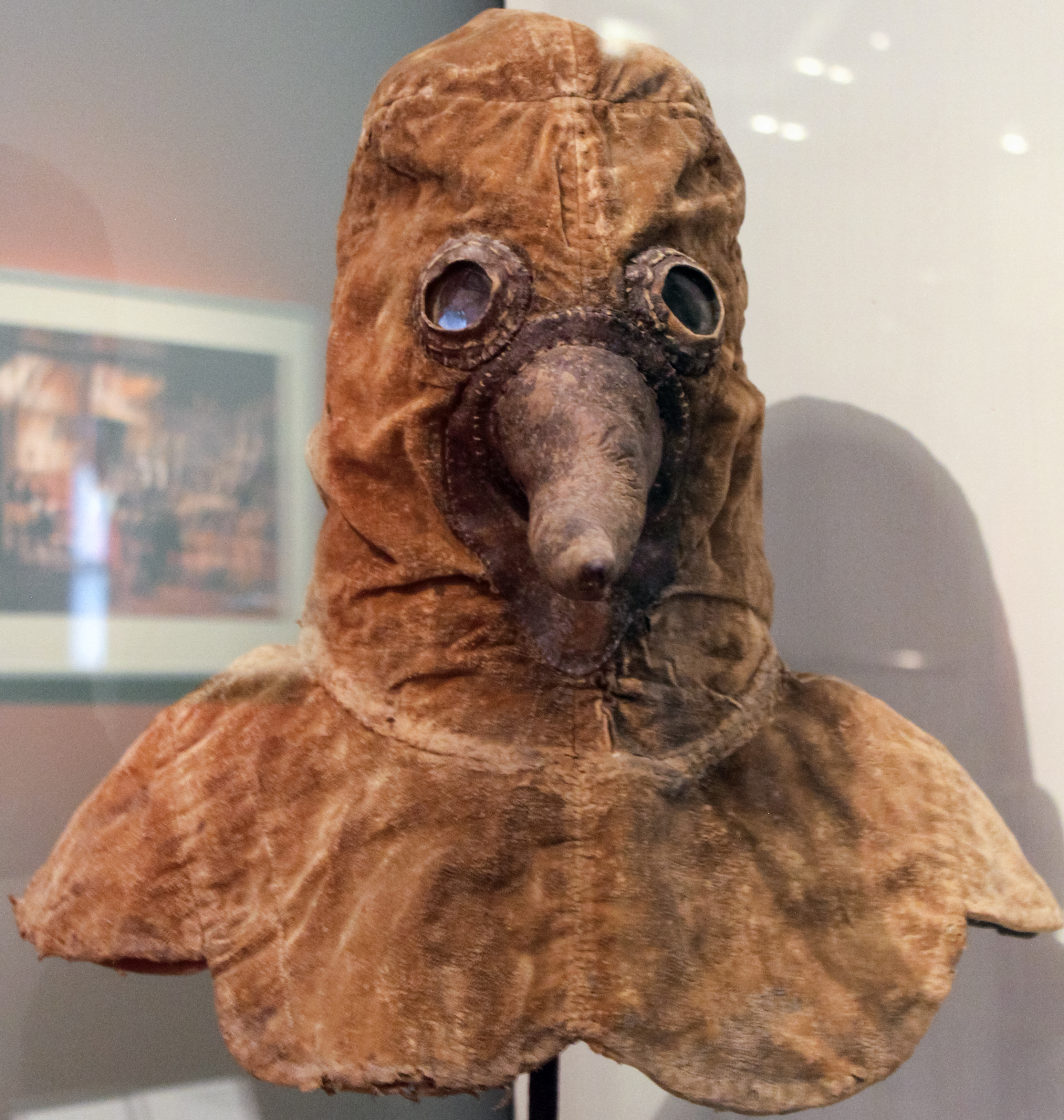
Traje que usaban los médicos para no contagiarse de la peste

Algunos médicos de la peste utilizaban un atuendo especial, conocido como Al doctore della Peste (El doctor de la peste), aunque fuentes gráficas muestran que los médicos de la peste utilizaban una variedad de vestimentas. Esta vestimenta en particular fue inventada por Charles de Lorme en 1619; fueron utilizados por primera vez en París, pero luego su utilización se extendió por el resto de Europa. Sin embargo, se deben aplicar fuertes advertencias con respecto a las afirmaciones de De Lorme. El traje de protección consistía de una túnica de tela gruesa encerada, una máscara con agujeros con lentes de vidrio y una nariz cónica con forma de pico, que era rellenada con sustancias aromáticas y paja.
Algunas de las sustancias aromáticas incluían ámbar gris, hojas de menta, estoraque, mirra, láudano, pétalos de rosa, alcanfor y clavo de olor. Esto se pensaba servía de protección para el médico del mal aire miasmático. La paja servía como filtro para el "mal aire". Se utilizaba un bastón de madera para ayudar con el examen de los pacientes sin tener que tocarlos, además de ser utilizado como herramienta para el arrepentimiento de pecados; muchos creían que la peste era un castigo de Dios y pedían ser golpeados como parte de su arrepentimiento, y de parte de culpa.

## Funcionarios
Los médicos de la peste también trabajaban como funcionarios en tiempos de epidemias, comenzando con la Peste Negra en Europa en el siglo XIV. Su principal tarea, además de cuidar de las víctimas de la peste, era anotar en los registros públicos las muertes debido a la peste.
En algunas ciudades europeas como Florencia y Peruggia, se les pedía a los doctores que realizaran autopsias para determinar la causa de la muerte y cómo la peste jugó un rol en ella. Los médicos de la peste se convirtieron en testadores y testigos de numerosos testamentos durante tiempos de epidemias. Los doctores de la peste también daban asesoría a sus pacientes sobre su conducta antes de su muerte. Esta asesoría variaba dependiendo del paciente, y luego de la Edad Media la naturaleza de la relación entre el doctor y el paciente fue gobernada por un código ético cada vez más complejo.

## Tratamientos
Los doctores de la peste utilizaban la sangría y otros remedios tales como poner sapos o sanguijuelas sobre los bubones para "rebalancear los humores" como rutinas tradicionales. Los médicos de la peste  no podían interactuar con el público en general debido a la naturaleza de su trabajo y la posibilidad de contagiar la enfermedad a otros; también podían ser sujetos de cuarentena.

## Médicos de la peste negra destacados
Un famoso doctor de la peste negra que daba consejos médicos sobre medidas preventivas contra la plaga fue Nostradamus. Los consejos de Nostradamus eran eliminar cuerpos infectados, tomar aire fresco, tomar agua limpia y beber un jugo preparado con rosa mosqueta (escaramujos). En Traité des fardemens, Parte A Capítulo VIII, se muestra que Nostradamus también recomienda no sangrar al paciente.
En 1479, la ciudad italiana de Pavía contrató a Giovanni de Ventura como el médico comunitario de la peste. El doctor irlandés Niall O'Glacáin (c.1563?-1653) se ganó mucho respeto en España, Francia e Italia por su valentía cuidando de muchos pacientes con la peste. El famoso anatomista Ambroise Pare y Paracelso también fueron famosos médicos de la peste en Europa Medieval.